# Thamnodynastes longicauda
Thamnodynastes longicauda — вид змій родини полозових (Colubridae). Ендемік Бразилії.

## Поширення і екологія
Thamnodynastes longicauda мешкають в прибережних горах Серра-ду-Мар в штатах Сан-Паулу і Ріо-де-Жанейро. Вони живуть в густих вологих атлантичних лісах, на висоті від 520 до 906 м над рівнем моря. Ведуть нічний, деревний спосіб життя.